# Гіппаркос
Гіппа́ркос (Hipparcos — акронім від англ. High Precision Parallax Collecting Satellite, дос. «супутник для збирання високоточних паралаксів») — космічний телескоп Європейського космічного агентства (ЄКА), призначений для астрометричних завдань: виміру координат, паралаксів та власних рухів світил і відстаней до них. Назва телескопа співзвучна з ім'ям давньогрецького астронома Гіппарха (дав.-гр. Ιππαρχος), який склав перший у Європі зоряний каталог.
Супутник був запущений у серпні 1989 року і функціонував до березня 1993 року. Отримав код обсерваторії «248». Протягом 37 місяців роботи було зібрано інформацію щодо більш ніж мільйона зір. Успіх програми дозволив збільшити точність вимірів в астрономії на порядок, а для багатьох об'єктів — на два порядки.

## Історія
Задум високоточного виміру паралаксів зі штучного супутника запропонував ще 1966 року французький астроном П'єр Лакрут (фр. Pierre Lacroute).
Основні переваги спостережень із космосу:
- відсутність впливу атмосфери, що розмиває зображення;
- мінімізація гравітаційного та температурного впливу на інструменти, що призводить до їх викривлення;
- видимість усього неба одночасно, що дозволяє пов'язувати спостереження у різних частинах всієї небесної сфери. Зокрема, можна отримати паралакси, які є абсолютними, а не відносними (із невідомою нульовою точкою);
- однорідність спостережень (одним інструментом, в однакових умовах) на всій небесній сфері, що надзвичайно важливо для порівняльних досліджень.

Пропозицію було надано зі значним випередженням на розвиток технологій. Однак члени наукової ради ЄКА здійснили детальний розгляд пропозиції, попереднє обчислення результатів, доповнення проєкту деталями. 1980 року ЄКА почала роботу з безпосередньої реалізації проєкту.

## Обладнання та завдання
Космічний апарат складався з двох платформ та шести вертикальних панелей. Всі вони були виготовлені з алюмінієвих сотових конструкцій. Сонячні батареї складалися з трьох секцій, що разом генерували потужність близько 300 Вт. Дві антени було розташовано зверху та знизу апарата. Вони забезпечували вивантаження даних зі швидкістю до 24 Кбіт/сек. Підсистема орієнтації та управління орбітою, що складалася з гідразинових двигунів для орбітальних маневрів (тягою 5 Ньютонів), двигунів на зрідженому газі для системи орієнтації (тягою 20 міліН'ютонів) та гіроскопів, забезпечувала правильне динамічне орієнтування протягом всієї діяльності корабля.
Оптична система являла собою катадіоптричний (зеркально-лінзовий) телескоп системи Шмідта з апертурою 29 см та фокусною відстанню 140 см. Його маса становила близько 500 кг. Перед об'єктивом було розташовано два плоских дзеркала, що поєднували в полі зору (близько 1°×1°) дві ділянки неба на відстані 58° одна від одної.
Поблизу фокальної площини телескопа було встановлено сітку, що складалася з 2688 прозорих та непрозорих смуг з періодом 8,2 мікрометра (1,208 кутової секунди). Позаду сітки розташовано електронний перетворювач зображення (фотоелектронний помножувач) із полем зору близько 38 кутових секунд у діаметрі, що перетворював модульоване світло на послідовність імпульсів (із частотою дискретизації 1200 Гц).

### Вхідний каталог Hipparcos
Супутник мав спостерігати зірки за наперед визначеним переліком. Цей перелік утворено так званим вхідним каталогом Hipparcos
(англ. Hipparcos Input Catalogue). Вхідний каталог було підібрано консорціумом INCA [Архівовано 24 листопада 2006 у Wayback Machine.] (англ. Input Catalogue Consortium) протягом 1982–1989 років, закінчено перед стартом та опубліковано у паперовому та електронному вигляді.
Хоча його повністю замінено за результатами супутникових спостережень, однак він містить інформацію щодо компонентів кратних систем, таку  як підбірка їх радіальних швидкостей та спектральних класів, що не спостерігалися супутником, та, відповідно, не були включені до остаточного каталогу Hipparcos.
Обмеження загального часу спостережень та однорідності розташування зір на небесній сфері призвели до того, що вхідний каталог містив близько 118 тисяч зір. Він поєднував дві частини:
1. дослідження приблизно 58 тисяч об'єктів, що найповніше задовольняли наступному обмеженню зоряної величини:
  - V < 7.9 + 1,1 × sin(b) для спектральних класів, раніших за G5 (b — галактична довгота);
  - V < 7.3 + 1,1 × sin(b) для спектральних класів, пізніших за G5
2. додатково вибрані зорі відповідно до наукових інтересів, не слабші 13m. Їх було обрано серед майже 200 пропозицій (наданих на Запрошення пропозицій, яке було видано ЄКА 1982 року) та пріоритезованих Науковим комітетом відбору пропозицій за консультаціями з консорціумом INCA.

Цей вибір був балансом між первинними науковими інтересами та обмеженнями місії (спостережувана зоряна величина, загальний час спостережень, вимоги однорідності на небі).

### Експеримент Tycho
Під час розробки проєкту вчені запропонували використати зоряний картограф (англ. star-mapper), що використовувався для орієнтування супутника у просторі та спостереження за роботою основного телескопа, із науковою метою. Цей експеримент отримав назву Tycho (на честь данського астронома Тихо Браге).
.
Додаткові фотоелектронні помножувачі через світлоподілювач в оптичному шляху переглядали зображення в зоряному картографі. Метою спостереження за цією програмою було близько 400 000 зір.

## Запуск та експлуатація
Запуск супутника відбувся 8 серпня 1989 року з космодрому Куру (Гвіана). Супутник виведено на орбіту ракетою-носієм «Аріан». Через відмову двигуна невдовзі після старту супутник не було виведено на заплановану геостаціонарну орбіту, він опинився на перехідній, дуже витягнутій еліптичній орбіті (перигей — 200 км, апогей — 36500 км, ексцентриситет — 0,7, нахил — 6,89°). 14 вересня точку перигею вдалося підняти до 500 км. Експеримент не було припинено, оскільки вести спостереження можливо було і в таких умовах. Для цього було змінено систему орієнтації супутника та задіяно дві додаткові станції наземного спостереження. Щоправда, орбіта регулярно перетинала радіаційні пояси Землі і спостереження в них фактично втрачалися (близько третини часу).
Орієнтація корабля щодо його центра мас контролювалася за допомогою сканування небесної сфери та здійснювалася підтримкою постійного нахилу між віссю обертання та напрямком на Сонце. Космічний корабель обертався навколо своєї Z-осі зі швидкістю 11,25 обертів на добу (168,75 кутових секунд на секунду) під кутом 43° до Сонця. Z-вісь оберталася навколо лінії супутник—Сонце зі швидкістю 6,4 оберти на рік.
Спостереження відбувалися відповідно до того, як супутник обертався та зорі потрапляли до зони чутливості детектора.
Часте перетинання радіаційних поясів прискорило деградацію деяких компонент супутника та вимірювальної апаратури, що 1992 року призвело до зупинення роботи на три місяці, а у березні 1993 експеримент було достроково припинено.
Супутником було здійснено понад 3 млн спостережень за основною програмою, що охопила майже всі зорі до 8,5 зоряної величини, та кілька десятків мільйонів спостережень за додатковою програмою.
Точність основного експерименту до його початку було оцінено як 2 кутові мілісекунди (mas), реально отримана для більшості зір виявилися краще — близько 1 mas.
Допоміжною апаратурою було зібрано фотометричні та астрометричні дані всіх зір приблизно до 11m. Ці виміри було зроблено у двох спектральних смугах, які приблизно відповідають B і V у фотометричній системі Джонсона. Розташування цих зір визначено з точністю до 0,03" (хоча це в 25 разів гірше, ніж для зір основної місії, проте в декілька раз перевищує можливості наземних телескопів).

## Обробка даних

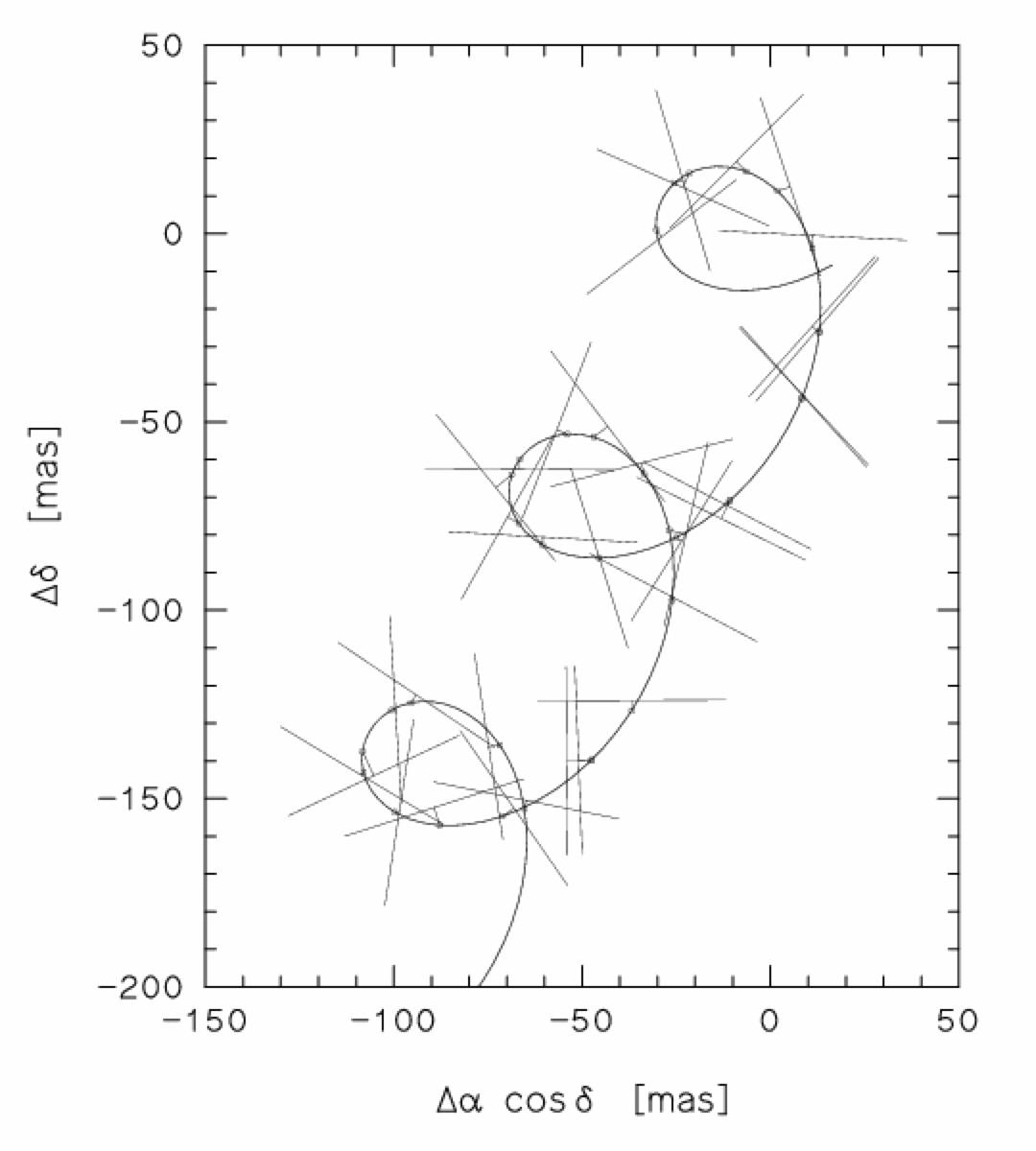
Побудований на небосхилі шлях одного з об'єктів каталогу Hipparcos протягом трьох років.
Кожна риска позначає вимірювання зірки у відповідну епоху (вимірювання одномірні, точне розташування вздовж цієї лінії зі спостереження визначити неможливо).
Крива, що моделює шлях зірки, перетинає всі риски. Позиція, визначена для кожної епохи, позначена точкою.
Коливальний рух зумовлений паралаксом, лінійна компонента зумовлена власних рухом зірки.

Обробка спостережень провадилася незалежно двома міжнародними консорціумами у складі близько 100 астрономів та вчених (здебільшого з інститутів європейських країн — членів ЄКА): «північним» (NDAC — Northern Data Analysis Consortium — країни Скандинавії та північної Європи) та «південним» (FAST — Франція, Італія та ін.) і тривала до серпня 1996 року. Аналізувалося близько 1000 Гбіт даних, зібраних протягом 3,5 років, які було охоплено комплексною системою перевірки та підтвердження.
Детальна модель калібрування зокрема містила перетворення небесних координат в інструментальні. Виправлення спеціальної теорії відносності (аберація світла) враховували швидкість супутника. Досить значними були ефекти загальної теорії відносності. Наприклад, викривлення світла у напрямку 90° до екліптики становило близько 4 кутових мілісекуд. Відхилення, що залишилися, було проаналізовано з метою встановити розбіжності із загальною теорією відносності. Ніяких суттєвих розбіжностей виявлено не було.
Астрометричні параметри обчислено за результатами розв'язку лінеаризованих рівнянь у часткових похідних методом найменших квадратів.
Аналіз даних, зібраних зоряним картографом, здійснювався консорціумом TDAC (Ticho Data Analisis Consortium) із незалежною перевіркою деяких результатів обробки консорціумом NDAC.

## Каталоги
Остаточні результати роботи було порівняно та об'єднано й опубліковано у вигляді двох каталогів: однойменного з проєктом каталога Hipparcos та каталога Tycho (за результатами відповідного додаткового експерименту). Каталоги було видано в друкованому та електронному вигляді в червні 1997 року. Друкована версія складалася з 16 томів і містила власне каталоги, документацію, що описувала зміст обох каталогів, характеристики супутника, алгоритми обробки даних. Електронна версія містилася на шести компакт-дисках, зібраних у вигляді 17-го тому.
Остаточний каталог Hipparcos містив 118 324 зір із середньою точністю трохи краще, ніж 0,001 кутової секунди (1 кутова мілісекунда).
Для зір каталогу Hipparcos наводяться такі параметри:
- астрометричні:
  - небесні координати в ICRS (2 параметри);
  - власний рух (2 параметри);
  - паралакс;
- фотометричні:
  - зоряні величини (у променях B та V);

Обробка спостережень продовжувалася й після опублікування основного результату.
Глибший аналіз даних зоряного картографа дозволив отримати з потоку даних додаткові слабкі зорі. У поєднанні зі спостереженнями на старих фотопластинках, зроблених протягом кількох десятиріч у межах програми Карта неба (або Астрографічний Каталог), 2000 року було опубліковано каталог Tycho-2, який містив понад 2,5 мільйона зір і повністю замінив каталог Tycho. Він містить розташування, власні рухи, зоряні величини та інші відомості. Точність розташування (для зір 9 величини) — близько 0,05", власних рухів — 0,002-0,003"/рік.
Каталог Hipparcos не мав аналогів для застосування у практичних задачах, що потребували високої астрометричної та фотометричної точності на відповідних полях зору (близько градуса) та у відповідному діапазоні зоряних величин (до 9m). Він не повністю універсальний — в астрономії вже були задачі, в яких поля зору менші (декілька кутових мінут) і в них наявні лише тьмяні зорі (10m−20m). Тому каталог Tycho-2 підходив для більшої кількості задач, ніж Hipparcos, хоча його точність менша.
Каталоги Hipparcos та Tycho побудовано таким чином, що їх система відліку збігалася (у межах точності спостережень) із Міжнародною небесною системою координат (ICRS) і на час завершення каталогу (1996 рік) була найкращою.
Невдовзі після публікації Міжнародний астрономічний союз рекомендував застосовувати каталог Hipparcos як опорну координатну систему в оптичному діапазоні. Із об'єктів каталогу було виключено подвійні зорі, деякі змінні зорі та ті, щодо яких були сумніви у їхній точності. Отримана опорна система координат отримала назву HCRF (англ. Hipparcos Celestial Reference Frame). Її було визнано реалізацією ICRS в оптичному діапазоні.
На основі каталогів Hipparcos та Tycho-2 було підготовлено низку Атласів зоряного неба.

## Результати місії
Із врахуванням наукової діяльності, пов'язаної зі здійсненням спостережень та обробкою даних, вартість місії Hipparcos склала близько 600 мільйонів євро. До неї було залучено близько 200 європейських вчених та понад 2000 працівників промисловості.
Коротко результати місії HIPPARCOS можна викласти так:
- визначено п'ять астрометричних параметрів (небесні координати, паралакс, власний рух) близько 120 тисяч зір із точністю, що перевищує точність наземних спостережень у 100 раз;
- визначено два астрономічні параметри (небесні координати) близько мільйона зір із точністю, що перевищує точність наземних спостережень у 5—10 раз;
- для того ж мільйона зір визначено фотометричні параметри (зоряні величини) у двох променях (B та V) системи UBV. Точність цих спостережень дещо поступається найкращим наземним спостереженням, але вони подані в єдиній (однорідній) фотометричній системі і рівномірно охоплюють все небо. Спостереження у єдиній фотометричній системі для такої кількості зір виконано вперше.
- відкрито понад 8000 змінних зір та понад 3000 подвійних зір;
- створено новий фундаментальний каталог, а також два інших додаткових каталоги, що задовольняють багатьом задачам астрономії набагато краще, ніж каталоги, створені на основі наземних спостережень[14]

Точність виміру паралаксів дозволила суттєво уточнити відстані до зір. За результатами експерименту для 20 000 зір відстані стали відомі із похибкою менше 10 %, а для 49 000 — не більше 20 %.
Деякі результати є не лише точнішими, але й принципово новими. Наприклад, визначені паралакси є абсолютними, а не відносними, як під час спостережень із Землі.
За важливістю результатів для астрометрії експеримент отримав оцінку як визначна віха в історії астрономії.
|                                                                        | Тепер історія астрометрії поділяється на до і після Гіппарківські періоди... |
| — А.С. Харін, Головна астрономічна обсерваторія Академії Наук України, |                                                                              |

За даними бібліографічної системи NASA (NASA Astronomical Data Service) до запуску супутника опубліковано кількасот статей, що містять обговорення проєкту (програму спостережень, математичні моделі, розрахунок очікуваної точності тощо). Наразі в цій системі знаходиться близько 2000 статей зі словом «Hipparcos» у назві та близько 5000 — зі словом «Hipparcos» у резюме.
Таким чином доведено, що у досить дорогому, але добре спланованому експерименті, можна отримати результати, які розпочинають нову епоху у науці.
Відбувається розробка нових проєктів із намірами збільшення точності точності ще у 10-100 раз та у стільки ж збільшити кількість охоплених спостереженнями об'єктів. Одним з таких проєктів є GAIA (Global Astrometric Interferometer for Astrophysics), запуск здійснено ЄКА восени 2013 року.